# Gatien Bouchet (homme politique)
Gatien Bouchet est un homme politique français né le 8 octobre 1746 à Châteauroux dans le royaume de France et décédé le 15 janvier 1824 à Châteauroux dans le département français de l'Indre.

## Biographie
Gatien Bouchet naît le 8 octobre 1746 à Châteauroux dans le royaume de France sous le règne du roi Louis XV.
Inspecteur général des ponts et chaussées, créé chevalier d'Empire en 1809, il est député du Loiret de 1809 à 1815. Il est mis à la retraite comme ingénieur en septembre 1815.
Il meurt sous la Restauration à l'âge de 77 ans le 15 janvier 1824 à Châteauroux (Indre).